# Museu de Valls
El Museu de Valls es troba al municipi de Valls (l'Alt Camp).

## L'edifici
La pinacoteca del Museu de Valls ocupa la segona i la tercera plantes de la Casa de Cultura de la ciutat. És un edifici, projectat per l'arquitecte Salvador Ripoll, bastit als anys seixanta, amb planta baixa i tres pisos, i reformat el 1989 per l'arquitecte Joan Canal. Es destaca a la façana el porxo sostingut per columnes cilíndriques que acaben al primer pis i l'espai entre columnes d'aquest (cobert de grans vidrieres). Els pisos segon i tercer formen un segon cos amb petites obertures rectangulars. L'edifici allotja també l'Arxiu Històric Comarcal i fins a l'any 2014 la Biblioteca Carles Cardó, actualment situada a l'Espai Ca Creus.

## Història
Els primers intents de crear un museu a Valls arrenquen de la proposta feta el 1908 pel teòric de l'art vallenc Cèsar Martinell. El 1928 l'Ajuntament encomanà als alumnes de l'Escola del Treball la tasca de recopilació de les seues obres artístiques per tal de formar un museu municipal que el 1954 s'inaugurava al pati del castell de Valls. Amb l'increment progressiu del fons, bàsicament provinent de llegats i donacions (cal destacar els dels col·leccionistes Joan Estil·las i Francesc Rodon) es feu urgent la necessitat d'ampliar l'espai del Museu. Els anys 1978 i 1981 es formaren comissions per a la creació d'un Museu Casteller i un Museu Monògràfic Ibèric i del Valls Històric, respectivament. Finalment, el 1985 tots tres museus quedaren agrupats amb el nom de Museu de Valls. La pinacoteca s'obrí a l'edifici de la Casa de Cultura el 1993 i les altres dues seccions resten pendents de ser exposades.

## Col·lecció
La pinacoteca del Museu de Valls és integrada per una col·lecció notable d'art català que comprèn des de finals del segle xix fins a la primera meitat dels anys seixanta del segle xx, amb un total d'un miler d'obres entre pintures, escultures i dibuixos. Hi figuren obres dels artistes més destacats d'aquest període, amb una presència dels artistes locals. El contingut està estructurat cronològicament en deu apartats que corresponen als principals corrents artístics.
Les col·leccions s'inicien amb les obres del realisme tradicional del segle xix i els seus representants principals a les comarques tarragonines: Francesc Galofre, Josep Marquès, Bonaventura Casas i Francesc Guasch. L'Escola paisatgística d'Olot, el modernisme i el paisatgisme d'influència impressionista són presents a les obres d'Isidre Nonell, Eliseu Meifrén, Dionís Baixeras, Enric Galwey i Joan Llimona, i dels seus epígons Ricard Urgell, Iu Pascual, Francesc Vayreda i Pere Gussinyé. De la primera avantguarda del segle XX el museu té una col·lecció important d'escultures i de dibuixos de Manolo Hugué. Les pintures de Joaquim Sunyer i les escultures d'Enric Casanovas són les més paradigmàtiques del moviment noucentista, així com les obres dels seus continuadors Pere Pruna i Manuel Humbert.
L'art plenament inscrit en el segle XX comença amb els artistes de l'anomenada Generació del 17 i reuneix representants dels Evolucionistes com ara Emili Bosch i Roger, Joan Serra, Alfred Sisquella i Josep Mompou, aquest darrer amb un conjunt de quadres molt representatius de la seua maduresa i dels darrers anys de producció. Les obres de Rafael Benet, Josep de Togores, Francesc Domingo i alguns altres més completen el panorama de les tendències i les personalitats individuals de l'època. L'apartat dels artistes d'adscripció figurativa i postimpressionista és format per quadres de Rafel Durancamps, Josep Amat, Miquel Villà i Ignasi Mundó. Els moviments renovadors que reprengueren el discurs de les avantguardes interromput per la darrera Guerra Civil Espanyola hi són representats per l'obra de Joan Ponç, Josep M. de Sucre, Santi Surós, Josep Hortuna, Joan Brotat, Ramon Rogent, Albert Ràfols Casamada, Jordi Curós i Jordi Mercadé.
Els darrers apartats estan dedicats a la producció dels artistes vallencs més significatius del segle xx. Mereixen una atenció especial l'obra de Jaume Mercadé, de qui el Museu té una col·lecció d'obres notables, i l'apartat dedicat als artistes de després de la guerra. La seqüència, que s'inicia amb els paisatgistes de l'anomenada Escola de Valls liderada per Eduard Castells i les escultures de Josep Busquets es clou amb les obres del grup Un Nus, format l'any 1971 per Teresa Sanromà, Joan Cunillera, Jaume Solé, Pere Queralt i Joan Serafini.
El Museu també té una petita col·lecció de fotografia amb obres de Francesc Català-Roca, Pere Català i Pic, Pere Català i Roca, Joaquim Gomis, Colita, Xavier Miserachs, Ramon Masats i Oriol Maspons, entre d'altres. L'últim fons que ha ingressat al Museu és una col·lecció de 100 gravats, de Daniel Giralt-Miracle, on hi són representats més de vuitanta artistes catalans, espanyols i estrangers.
Així mateix, conté una important col·lecció arqueològica centrada en el món íber, però que actualment no està oberta al públic, sols és consultable pels investigadors. Aquest fons prové, principalment, dels jaciments del forn de Fontscaldes i del poblat del Vilar de Valls.

## Dades d'interès
- Adreça: Passeig dels Caputxins, 18 - 43800 Valls
- Adreça web: http://www.valls.cat
- Temàtica: Arqueologia - Art - Ciència i Tècnica - Etnologia - Geologia - Numismàtica - Paleontologia
- Serveis: Visites guiades (prèvia concertació) - Venda de publicacions
- Situació: Nucli urbà
- Titularitat: Pública
- Gestió: Ajuntament de Valls
- Drets d'entrada: entrada de pagament. Tarifa reduïda per a grups. Entrada gratuïta: més petits de 18 anys - pensionistes - membres de l'ICOM i de l'AMC
- Barreres arquitectòniques: No
- Activitats: Conferències - Exposicions temporals - Tallers didàctics
- Publicacions: Guia - Catàlegs d'exposicions - Dossiers didàctics
- Museu inscrit al Registre de Museus de Catalunya[4]
- Coordenades GPS: X: 1.25207184300618, Y: 41.2889308284886[5][1][6]